# 阿根廷奧斯特拉爾
阿根廷奧斯特拉爾（Argentine austral）是阿根廷在1985年6月15日至1991年12月31日期間使用的貨幣。貨幣代碼是ARA。貨幣符號是。阿根廷之前曾使用比索作為貨幣，但由於長期的嚴重通貨膨脹，比索多次更改面值。1985年，當時的阿根廷政府為抑制通貨膨脹，啟用阿根廷奧斯特拉爾為新貨幣。但未過多久，阿根廷就又出現嚴重通貨膨脹。1992年，阿根廷政府宣布停止使用奧斯特拉爾，恢復使用比索。

## 流通中的貨幣

### 硬幣

#### 分錢

阿根廷曾經發行的分錢硬幣系列。

- ½ 分
  - 正面：灶鸟、國家名稱
  - 背面：面值、年份
- 1 分
  - 正面：鶆䴈、國家名稱
  - 背面：面值、年份
- 5 分
  - 正面：美洲狮、國家名稱
  - 背面：面值、年份
- 10 分
  - 正面：阿根廷国徽、國家名稱
  - 背面：面值、年份
- 50 分
  - 正面：自由、國家名稱
  - 背面：面值、年份

#### 奧斯特拉爾

阿根廷曾經發行的奧斯特拉爾硬幣系列。

- 1 奧斯特拉爾
  - 正面：布宜诺斯艾利斯卡比尔多、國家名稱
  - 背面：面值、年份
- 5 奧斯特拉爾
  - 正面：图库曼省建築、國家名稱
  - 背面：面值、年份
- 10 奧斯特拉爾
  - 正面：全國協議建築、國家名稱
  - 背面：面值、年份
- 100 奧斯特拉爾
  - 正面：阿根廷國徽、國家名稱
  - 背面：面值、年份
- 500 奧斯特拉爾
  - 正面：阿根廷國徽、國家名稱
  - 背面：面值、年份
- 1,000 奧斯特拉爾
  - 正面：阿根廷國徽、國家名稱
  - 背面：面值、年份

### 紙幣

#### 1985年

阿根廷在1985年發行的蓋印鈔票系列。

蓋印鈔票系列。
- 1 奧斯特拉爾
  - 人像：何塞·德·圣马丁
- 5 奧斯特拉爾
  - 人像：胡安·包蒂斯塔·阿爾韋迪
- 10 奧斯特拉爾
  - 人像：曼努埃尔·贝尔格拉诺

#### 1985-1991年
- 1 奧斯特拉爾
  - 人像：贝纳迪诺·里瓦达维亚
- 5 奧斯特拉爾
  - 人像：胡斯托·何塞·德·乌尔基萨
- 10 奧斯特拉爾
  - 人像：桑蒂亚戈·德尔基
- 50 奧斯特拉爾
  - 人像：巴托洛梅·米特雷
- 100 奧斯特拉爾
  - 人像：多明戈·福斯蒂诺·萨米恩托
- 500 奧斯特拉爾
  - 人像：尼古拉斯·阿韦利亚内达
- 1,000 奧斯特拉爾
  - 人像：胡利奥·阿根蒂诺·罗卡
- 5,000 奧斯特拉爾
  - 人像：米格尔·胡亚雷斯·塞尔曼
- 10,000 奧斯特拉爾
  - 人像：卡洛斯·佩列格里尼
- 50,000 奧斯特拉爾
  - 人像：路易斯·萨恩斯·佩尼亚
- 100,000 奧斯特拉爾
  - 人像：何塞·埃瓦里斯托·乌里武鲁
- 500,000 奧斯特拉爾
  - 人像：曼努埃尔·金塔纳